# 563 Suleika
Suleika (asteroide 563) é um asteroide da cintura principal com um diâmetro de 53,29 quilómetros, a 2,07085 UA. Possui uma excentricidade de 0,2362785 e um período orbital de 1 630,83 dias (4,47 anos).
Suleika tem uma velocidade orbital média de 18,08780783 km/s e uma inclinação de 10,24831º.
Este asteroide foi descoberto em 6 de Abril de 1905 por Paul Götz.